# Saint-Benoît-de-Carmaux
Saint-Benoît-de-Carmaux é uma comuna francesa na região administrativa da Occitânia, no departamento de Tarn. Estende-se por uma área de 4.49 km², e possui 2.129 habitantes, segundo o censo de 2018, com uma densidade de 470 hab/km².